# Heinrich Rudolph Schinz
Heinrich Rudolph Schinz est un médecin et un zoologiste suisse, né le 30 mars 1777 à Zurich et mort le 8 mars 1861 dans la même ville.

## Biographie
Il abandonne l'exercice de la médecine pour l'enseignement de l'histoire naturelle d'abord à l'Institut de médecine puis à l'université.
Il publie en 1815, Die Vögel des Schweiz avec Carl Friedrich August Meisner (1765-1825) et en 1824 Naturgeschichte und Abbildungen der Saugethiere.